# Mark Rupert
Mark Rupert ist ein US-amerikanischer Politikwissenschaftler.

## Leben
Rupert studierte Politikwissenschaft an der University of Nebraska, wo er 1979 erst seinen Bachelor- und 1982 seinen Master-Abschluss machte. 1988 promovierte er an der Claremont Graduate School im Bereich der Internationalen Beziehungen. Seine gesamte folgende akademische Laufbahn verbrachte er an der Syracuse University, wo er schließlich 2015 zum Chapple Family Professor of Citizenship and Democracy ernannt wurde.
Zu Ruperts Forschungsbereichen gehören die Internationale Politische Ökonomie, Internationale Beziehungen und politische Fragen der Globalisierung.

## Schriften (Auswahl)
- gemeinsam mit M. Scott Solomon: Globalization and International Political Economy: The Politics of Alternative Futures, Lanham, MD: Rowman & Littlefield, 2006.
- gemeinsam mit Hazel Smith (Hrsg.): Historical Materialism and Globalization, London: Routledge, 2002.
- Ideologies of Globalization: Contending Visions of a New World Order, London: Routledge, 2000.
- Producing Hegemony: The Politics of Mass Production and American Global Power, Cambridge: Cambridge University Press, 1995.